# Dénes Boros
Dénes Boros (* 30. April 1988 in Budapest) ist ein ungarischer Schach-Großmeister.

## Leben
2004 wurde Boros zum Internationalen Meister (IM) ernannt, die erforderlichen Normen erfüllte er 2003 und 2004 bei drei IM-Turnieren in Ungarn. Boros erhielt im Jahr 2009 den Großmeistertitel (GM). Die erforderlichen Normen erfüllte er bei zwei First Saturday-Turnier in Budapest im September 2006 und September 2009 sowie bei einem GM-Turnier in Balatonlelle im Juni 2007. Mit der ungarischen Mannschaft siegte er 2003 bei der U-16 Juniorenolympiade. Boros siegte oder belegte vordere Plätze in mehreren Turnieren: I. Platz FS03 IM-A Budapest (2003), I-II. IM-Turnier Balatonlelle (2003), I. Platz IM-Turnier Miskolc (2004), II-III. Platz FS06 GM Budapest (2005), I-II. Platz FS10 GM Budapest (2005), I. Platz FS09 GM Budapest (2006), I-II. GM-Turnier Balatonlelle (2007), I. Platz FS09 GM Budapest (2009).
Seine Elo-Zahl beträgt 2442 (Stand: September 2016), im November 2010 erreichte er seine höchste Elo-Zahl von 2513.

## Vereine
Boros spielte von 2002 bis 2004 für Budapesti Egyetemi Atlétikai Club, von 2004 bis 2010 für Csuti Antal SK Zalaegerszeg, mit dem er 2005, 2006 und 2008 ungarischer Mannschaftsmeister wurde, und in der Saison 2010/11 für Makói Spartacus Vasas Sportegyesület.
In Österreich spielte Boros in der Saison 2009/10 beim SK Husek Wien, in Belgien spielte er in der Saison 2010/11 in der zweiten Mannschaft des KSK 47 Eynatten.